# ميركو كوستا
ميركو كوستا (بالإيطالية: Mirko Costa)‏ (5 يوليو 1927 البندقية إيطاليا - ) هو لاعب كرة قدم إيطالي.

## مسيرته

### مسيرته مع الأندية
- 1950 - 1951 لعب مع نادي بادوفا 10 مباريات سجل خلالها هدفين.
- 1951 - 1952 لعب مع نادي بياتشينزا 14 مباراة سجل خلالها 4 أهداف.
- 1953 - 1954 لعب مع  29 مباراة سجل خلالها 4 أهداف.